# نویسنده کوارک
نویسنده کوارک نرم‌افزار مبتنی بر وب برای ایجاد XML است. تمرکز این نرم‌افزار این است که کاربران غیر فنی مانند کاربران تجاری و سایر متخصصان موضوع را قادر می‌سازد تا محتوای ساختاریافته را بدون نیاز به دانستن یا درک
اکس‌ام‌ال ایجاد کنند. هدف از ایجاد اکس‌ام‌ال اجازه انتشار خودکار همه کاناله با استفاده از پلتفرم انتشارات کوارک است. نویسنده کوارک با HTML5 ساخته شده‌است تا تجربه ای شبیه به برنامه ارائه دهد و در نتیجه نیاز به استفاده از مرورگرهای وب مدرن با پشتیبانی HTML5 دارد (ویندوز اکسپلورر ۹ و بالاتر، آخرین نسخه‌های کروم و فایرفاکس و سافاری در مک).
نویسنده کوارک توسط کیوارک توسعه یافته و اولین نسخه در سال ۲۰۱۴ منتشر شد